# Bengalen

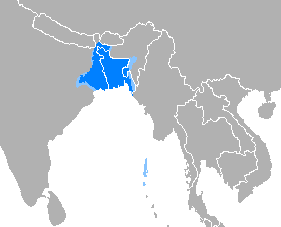
Bengalisches Sprachgebiet in Indien und Bangladesch; auch die aus Myanmar vertriebenen Rohingya sprechen eine Varietät des Bengalischen

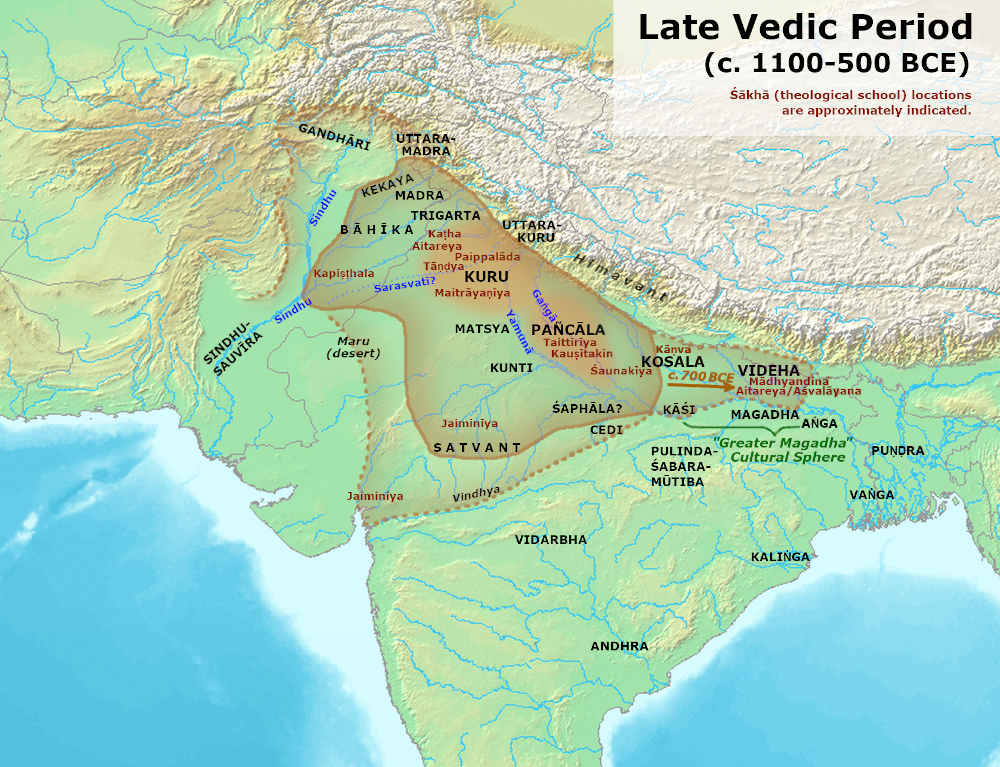
Königreich Vanga um 1100 v. Chr. Das Wort Bangla (Bengal / Bengalen) leitet sich vom Vanga ab, was ursprünglich „Sonnengott“ bedeutete.

Bengalen (bengalisch বাংলা/বঙ্গ : Bānglā/Bôngô)  bezeichnet eine geografische Region im Nordosten des indischen Subkontinents mit wechselvoller Geschichte. Im heutigen Sprachgebrauch wird darunter meist das bengalische Sprachgebiet verstanden, während die Grenzen der Region nicht klar definiert sind. Historisch (zur Zeit der britischen Kolonialherrschaft) wurden auch angrenzende Teile von Bihar, Jharkhand und Odisha zu Bengalen gezählt.
Nach der Teilung Bengalens 1947 im Zuge der Unabhängigkeit Indiens von der britischen Kolonialherrschaft entstanden auf dem Gebiet Indiens die indischen Bundesstaaten Westbengalen und Tripura, im östlichen Teil entstand 1971 der Staat Bangladesch.
Die äußerst fruchtbare, steinlose Schwemmlandregion ist Namensgeber für den südlich gelegenen Golf von Bengalen, ein Randmeer des Indischen Ozeans.

## Geschichte

### Frühgeschichte

Pala-Reich (violett) unter Großkönig Devapala (reg. ca. 810–850). Alle Großkönige aus Pala-Dynastie trugen den zusätzlichen Adelstitel „Bangeshwara“ (Prinz / Herr von Bengalen)

Bengalen wurde im 6. Jahrhundert ein einheitlicher Siedlungsraum; der erste selbständige König von Bengalen ist aus der Zeit um 606 n. Chr. überliefert.
Der erste buddhistische König von Bengalen wurde im Jahr 750 in Gaur ernannt. Die machtvollsten Könige in der Folgezeit waren Dharmapala (reg. 775–810) und Devapala (reg. 810–850). Sie vereinigten Bengalen und machten die Pala-Dynastie zu einer der wichtigsten Herrscherfamilien im Indien des 9. Jahrhunderts. Zu ihrem Niedergang führten Streitigkeiten und administrative Misswirtschaft unter Narayanpala (reg. 854–908). Eine kurze Neubelebung des Königreiches unter Mahipala I. (reg. 977–1027) endete schließlich in einem Krieg mit dem machtvollen südindischen Königreich Chola. Die Machtübernahme durch die Chandra-Dynastie in Südbengalen trug zum weiteren Niedergang der Pala-Könige bei, und im Jahr 1161 starb der letzte König aus dem Geschlecht der Pala.
Bereits im 7. Jahrhundert war die Malla-Dynastie in Bengalen herangereift, erreichte ihre Blütezeit aber erst im 10. Jahrhundert unter Jagat Malla, der seine Hauptstadt nach Bishnupur verlegte. Anders als die buddhistischen Palas und Chandras verehrten die hinduistischen Mallas Shiva als ihren Hauptgott. Während ihrer Herrschaft ließen sie in Bengalen viele Tempel und außergewöhnliche religiöse Baudenkmäler errichten.
Unter der Sena-Dynastie, die von 1095 bis 1260 herrschte, wurde die bengalische Sprache zu einer eigenen und wichtigen Sprache im nördlichen Indien und hinduistische Bräuche traten zunehmend an die Stelle buddhistischer Praktiken.

### Muslimische Herrschaft

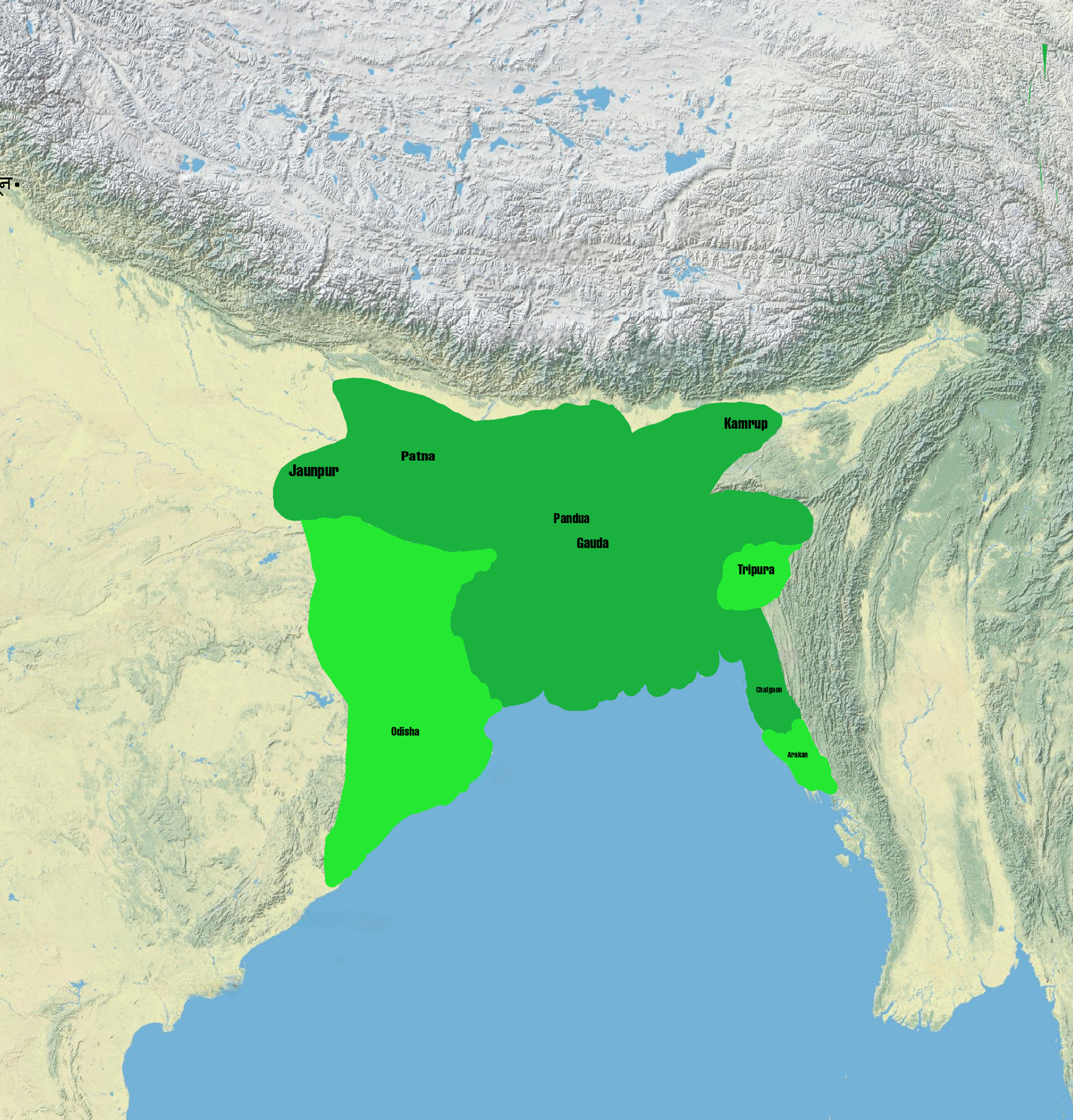
Das Sultanat von Bengalen um ca. 15. Jahrhundert

Im frühen 13. Jahrhundert wurde Nordindien (einschließlich Bengalens) durch die muslimische Dynastie der Ghuriden erobert. Der Sena-König Lakshmanasena wurde in der Hauptstadt Nabadwip im Jahr 1203/04 von den Eroberern unter Muhammad bin Bakhtiyar Khilji vernichtend geschlagen. Das letzte der Hindu-Herrscherhäuser in Bengalen, die Deva-Dynastie, regierte noch für kurze Zeit in Ost-Bengalen, dann kam die gesamte Region unter die Herrschaft des Sultanats von Delhi, das jedoch allmählich immer schwächer wurde. Im Jahr 1352 gründete Shamsuddin Ilyas Shah das Sultanat von Bengalen, das bis 1576 bestand. Zu diesem gehörten zeitweise auch Teile von Odisha und Bihar.
Im 16. Jahrhundert übernahmen die Moguln die Macht in Nordindien. Im Jahr 1526 besiegte der 1. Großmogul Babur (reg. 1526–1530) in der Ersten Schlacht von Panipat die Truppen Ibrahim Lodis, des letzten Sultans von Delhi. Um die weit entfernten Provinzen wie Gujarat und Bengalen, in denen eigenständige Sultanate entstanden waren, kümmerte sich jedoch zunächst niemand.
Im Jahr 1534 gelang es dem afghanisch-stämmigen Sher Shah Suri (oder Farid Khan), einem Mann von hohem politischen und militärischen Geschick, die überlegenen Streitkräfte der Mogulen unter Humayun (reg. 1530–1540 und 1555/6) bei Chausa (1539) und Kannauj (1540) zu besiegen. Sher Shah ging in die Offensive und eroberte sowohl Delhi als auch Agra und errichtete ein Herrschaftsgebiet, das sich von Bengalen bis weit in das Gebiet des Panjab hinein ausdehnte. Die nur fünf Jahre seiner Regierungszeit (er starb im Jahr 1545) hatten große Auswirkungen auf Gesellschaft, Politik und Wirtschaft des indischen Subkontinentes.
Den Nachfolgern von Shah Suri fehlte dessen verwaltungstechnisches Geschick und sie zerstritten sich über die Fortführung des bengalischen Reiches. Humayun, der noch einen Rest-Mogulstaat regierte, erkannte die Gelegenheit und eroberte Lahore und Delhi im Jahr 1554 zurück. Nach Humayuns Tod (1556) übernahm Akbar I. (reg. 1556–1605) die Macht, der bedeutendste der Mogulherrscher, der die Karani-Herrscher in Bengalen im Jahr 1576 besiegte und die Herrschaft auf Gouverneure (subahdars) übertrug. Unter Akbars fortschrittlichem Wirken genossen Bengalen und Nordindien eine Zeit des Wohlstandes in Handel und Entwicklung.
Bengalens Handel und Wohlstand beeindruckten die Mogulherrscher so sehr, dass sie die Region zu jener Zeit das „Paradies der Völker“ nannten. Die Gouverneursverwaltung (1575–1717) unter den Nawabs von Murshidabad ermöglichte Bengalen eine beschränkte Selbständigkeit, die von den Mogulen in Delhi respektiert wurde.

### Kolonialzeit / britische Herrschaft
Durch das Vordringen der britischen Ostindien-Kompanie wurde die Herrschaft der Nawabs entscheidend geschwächt. Am 23. Juni 1757 besiegten die Briten die Truppen des Nawab Siraj-ud-Daula in der Schlacht bei Plassey und setzten einen eigenen Nawab für Bengalen ein, während sie gleichzeitig ihren Einfluss auf den Süden des Landes ausdehnten. Die Hungersnot in Bengalen 1770 forderte schätzungsweise zehn Millionen Todesopfer. Sie wird meist der Herrschaft der Ostindien-Kompanie zugeschrieben.
Im Jahr 1817 wurde in Bengalen die Cholera das erste Mal in einer neuen Weise epidemisch und begann sich pandemisch auszubreiten.
Mit dem Untergang des Mogulreiches in Nordindien wanderte das Zentrum von Kultur und Handel von Delhi nach Kolkata. Nach den Aufständen von 1857 wurde die East India Company aufgelöst und Bengalen direkt der britischen Krone unterstellt. Politisch war Bengalen unter der britischen Herrschaft ein Teil der Präsidentschaft Bengalen. Königin Victoria erhielt durch den Royal Titles Act 1876 den Titel „Kaiserin von Indien“ und wurde am 1. Januar 1877 in Delhi zur Kaiserin proklamiert; die Briten erklärten Kalkutta zur Hauptstadt ihrer Kronkolonie.

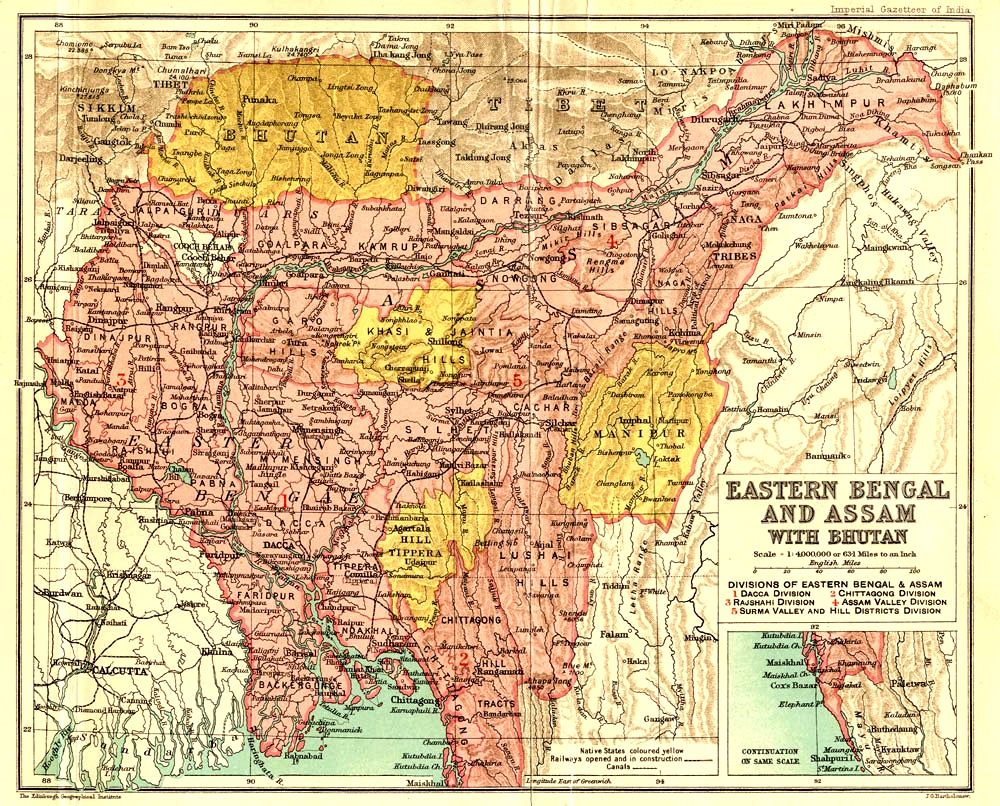
Ostbengalen mit Assam nach der Teilung, Karte von 1907

Am 16. Oktober 1905 wurde Indiens bevölkerungsreichste Provinz (eine der aktivsten im Befreiungskampf) von den Briten geteilt – in einen westlichen Landesteil als Province of Bihar and Orissa mit größtenteils hinduistischer Bevölkerung und einen östlichen Landesteil als Province of East Bengal and Assam mit deutlicher muslimischer Mehrheit (Teilung Bengalens 1905). Indische Nationalisten sahen diese Teilung als ein Mittel der britischen Kolonialherren, Zwietracht unter der bengalischen Bevölkerung zu säen, die in Sprache und Geschichte immer eine Einheit gebildet hatte. Nach mehreren gewalttätigen Unruhen revidierten die Briten die Teilung Bengalens 1912 wieder. Bis zum politischen Ende Britisch-Indiens hatte Bengalen den Status einer Provinz.
Während der Hungersnot in Bengalen sollen im Jahr 1943 drei bis fünf Millionen Menschen gestorben sein.

### Unabhängigkeit und Teilung
Im Zuge der Teilung der ehemals britischen Kolonie Indien im Jahr 1947 nach dem Mountbattenplan in einen hinduistischen und einen muslimischen Teil erfolgte die erneute und bis heute bestehende Teilung Bengalens entlang der annähernd gleichen Grenzlinien wie 1905. Es entstand der indische Bundesstaat Westbengalen und die pakistanische Region Ostbengalen, die 1958 in Ostpakistan umbenannt wurde.
In der Folgezeit rebellierte Ostpakistan gegen die westpakistanische Militärherrschaft. Der daraus entstandene Unabhängigkeitskampf führte zum Bangladesch-Krieg (1971) und zur Gründung der unabhängigen Republik Bangladesch.

## Wirtschaft

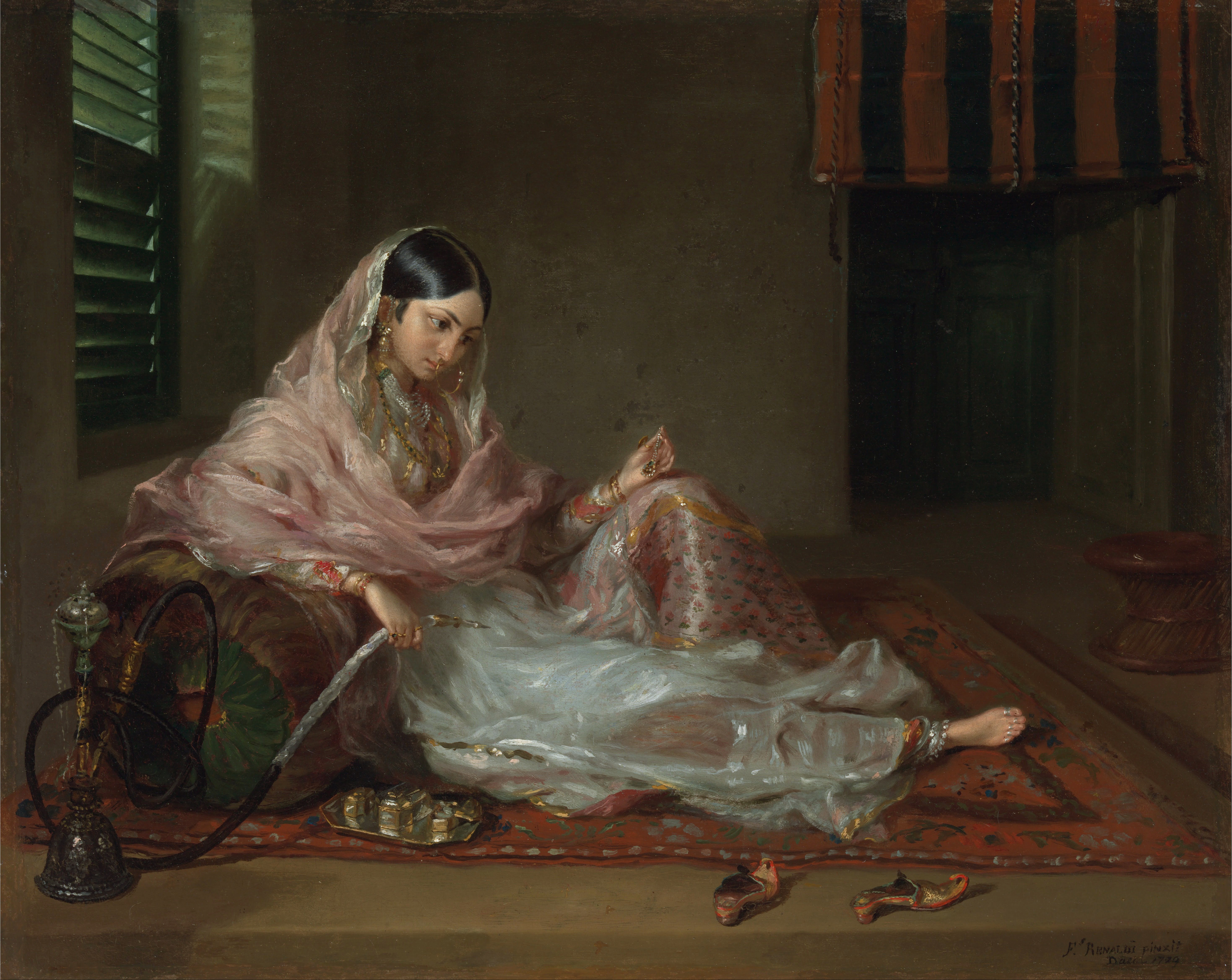
Der feinste Musselin von Bengalen, Muslim Lady Reclining, Atelier von Francesco Renaldi, um 1789

Bengalen war seit jeher ein Zentrum für den Anbau von Reis und hochwertiger Musselin-Baumwolle, außerdem der weltweit größte Erzeuger von Jute-Fasern. Seit den 1850er Jahren entwickelte sich das Land überdies zu einem der wichtigsten Industriezentren Indiens. Diese konzentrierten sich in der Hauptstadt Kalkutta und in ihren rasch aufstrebenden Vorstädten. Die Mehrheit der Bevölkerung blieb jedoch von der Landwirtschaft abhängig, und so gab es vor allem in den westlichen Landesteilen eine Reihe von stark unterentwickelten Distrikten, obwohl Bengalen als Ganzes in der indischen Politik und Kultur stets eine führende Rolle spielte. Der erzwungene Indigo-Anbau führte in den Jahren 1859–1862 zu den ersten bedeutenden Unruhen der Landbevölkerung gegen das koloniale Wirtschaftssystem (Indigo-Unruhen).

## Kunst

### Architektur

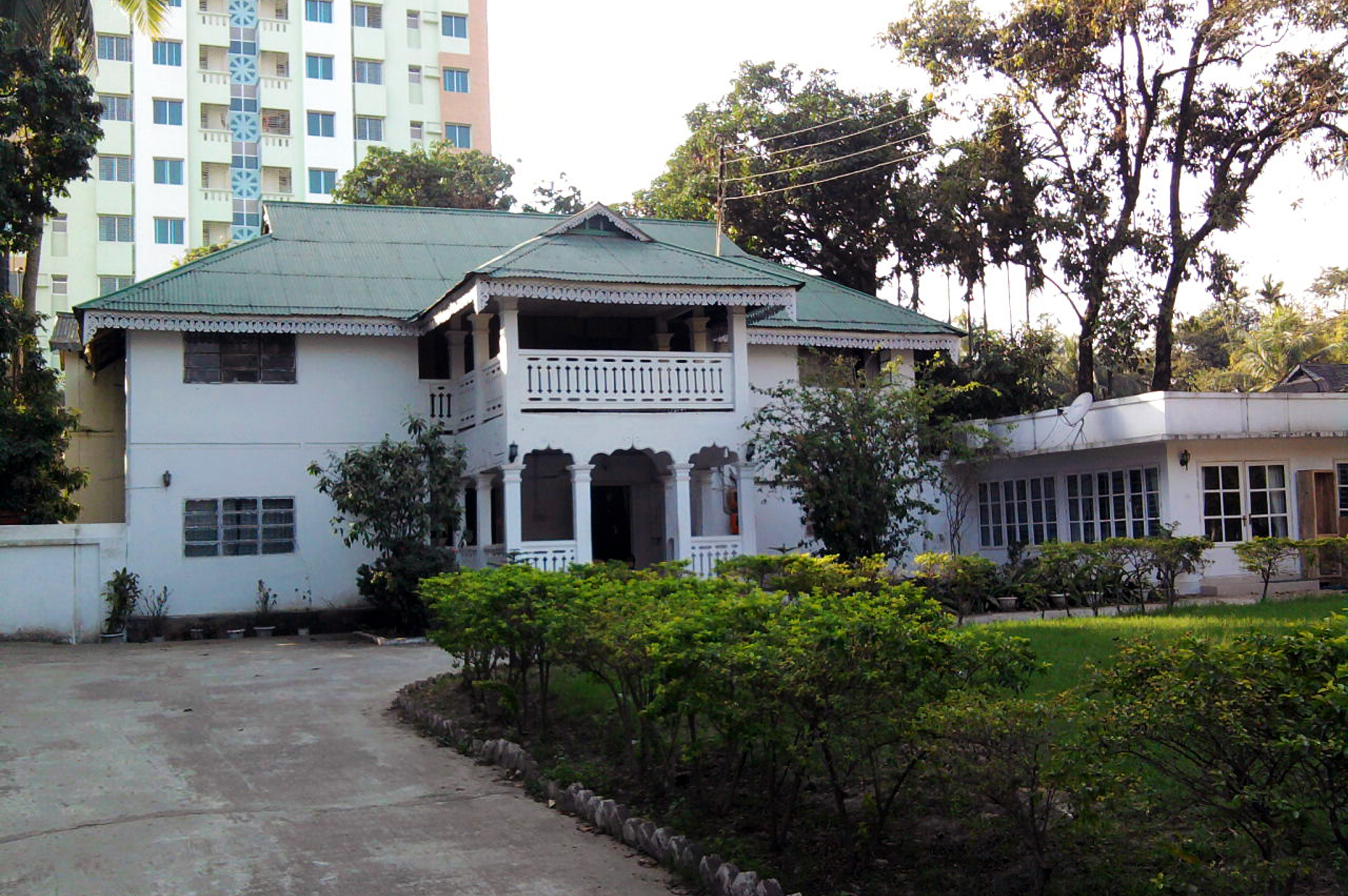
Ein Bungalow in Nordost-Bangladesh. Das Wort Bungalow bedeutet wörtlich „Bengalisches“, also ein Haus in bengalischer Art.

Die nahezu ausnahmslos aus Ziegelsteinen errichteten Bengalischen Tempel mit ihren heruntergezogenen Dachenden unterscheiden sich deutlich von der Tempelbaukunst Nord- und Südindiens. Bedeutende Tempelstädte sind Bishnupur, Antpur, Bansberia, Kalna, Jiaganj (West-Bengalen) und Puthia (Bangladesch). Historische Einzelbauten stehen in vielen Orten der Region.

### Malerei
Im Bereich der Malerei wurde Bengalen u. a. durch Pattachitra bekannt, volkstümliche Bilder, mit der reisende Geschichtenerzähler ihren Vortrag illustrieren. Aus ihm hat sich wieder in Kolkata im 19. Jahrhundert die Kalighat-Malerei entwickelt.